# Dioon merolae
Dioon merolae — вид голонасінних рослин класу саговникоподібні (Cycadopsida).

## Опис
Рослини деревовиді. Стовбур 3 м заввишки, 40 см діаметром. Листки темно-зелені, напівглянсові, довжиною 80–100 см, складається з 200—240 фрагментів. Листові фрагменти вузько-ланцетні, не серпоподібні; середні фрагменти 7–9 см завдовжки, 10–12 мм завширшки. Пилкові шишки вузько-яйцюваті, світло-коричневі, довжиною 30–40 см, 8–10 см діаметром. Насіннєві шишки яйцеподібні, світло-коричневі, довжиною 40–45 см, 20–25 см діам. Насіння яйцеподібне, 30–40 мм, шириною 25–35 мм, саркотеста кремова або біла.

## Поширення, екологія
Країни поширення: Мексика (Чьяпас, Оахака). Рослини зустрічаються в лісі, де переважають Pinus та Quercus, а також у тропічних напівлистопадних лісах на ґрунтах, розвинутих на осадових породах і карстових вапняках. Зразки ростуть на крутих піщаних скелях, вздовж густо зарослих водотоків.

## Загрози та охорона
На популяції впливає надмірне збирання. У деяких випадках верхня частина рослин зрізається і продається як прикраса столу. Рослини, як відомо, повинні бути захищені місцевими громадами.